# AS de Vacoas-Phoenix
Association Sportive de Vacoas-Phoenix w skrócie AS de Vacoas-Phoenix – maurytyjski klub piłkarski z siedzibą w mieście Curepipe, grający w pierwszej lidze maurytyjskiej.

## Sukcesy
- Puchar Mauritiusa[1]:
  - zwycięstwo (1): 2010.

- Puchar Ligi Maurytyjskiej[1]:
  - zwycięstwo (1): 2006.

## Występy w afrykańskich pucharach
| Sezon | Rozgrywki           | Runda   | Kraj              | Klub                 | Dom | Wyjazd | Dwumecz |
| ----- | ------------------- | ------- | ----------------- | -------------------- | --- | ------ | ------- |
| 2000  | Liga Mistrzów       | wstępna | Seszele           | St Michel United FC  | 1–1 | 2–1    | 3–2     |
| 2009  | Puchar Konfederacji | wstępna | Madagaskar        | AS Adema             | 1–1 | 1–0    | 2–1     |
| 2009  | Puchar Konfederacji | 1       | Południowa Afryka | Mamelodi Sundowns FC | 0–3 | 1–6    | 1–9     |

## Stadion
Domowe mecze klub rozgrywa na stadionie o nazwie Stade George V w Curepipe, który może pomieścić 6200 widzów.